# Astrologie arabe
L'astrologie arabe résulte historiquement (au Moyen Âge) de la traduction en arabe des textes grecs, dont ceux de Claude Ptolémée comme le Tetrabiblos. Cette astrologie est caractérisée par sa langue d'écriture en arabe, et non par son lieu d'origine (elle couvre aussi des régions comme la Perse, l'Afrique du Nord et l'Espagne). De nos jours, une autre et nouvelle astrologie arabe est née s'affranchissant des figures humaines et animales des signes du zodiaque traditionnels.

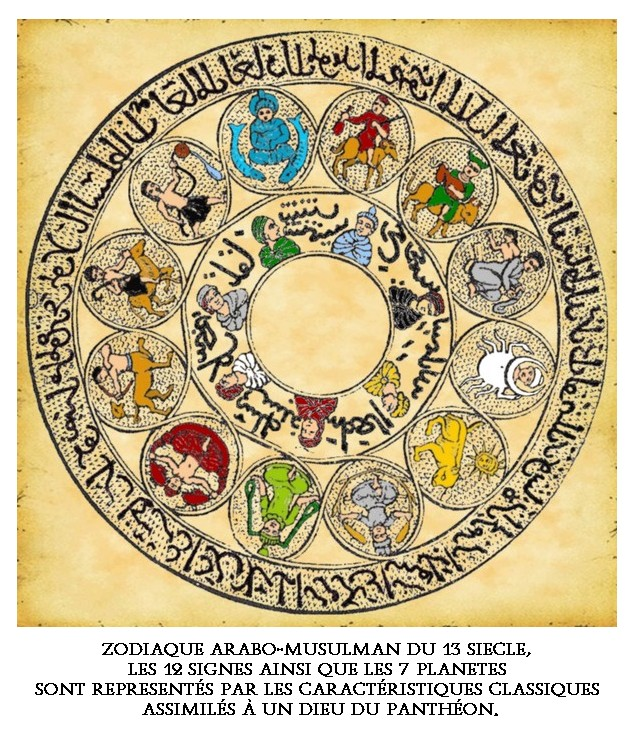

## Dans l'Histoire: les éminents savants et astrologues arabo-musulmans duMoyen Âge

### Traductions
Après la division en 395 de l'Empire romain en deux entités, l'Empire byzantin et l'Empire romain d'Occident, la connaissance de la méthode pour dresser un thème astrologique a disparu dans la partie occidentale de l'Empire, plus personne ne parlant grec avec la disparition de l'éducation publique, et la littérature et les tables astronomiques étant en grec. Mais dans la partie orientale, où l'on parlait grec, la librairie de Constantinople a survécu jusqu'aux Croisades (XIIIe siècle). Isaac ibn Hunein, astrologue arabe du IXe siècle, est l'auteur de la plus ancienne traduction connue en arabe du Tetrabiblos de Ptolémée.
Pendant des siècles, les Arabes traduisirent les travaux astrologiques de la civilisation grecque et en adaptèrent la représentation, même si l'astrologie arabe est différente à quelques détails près.

### Contributions originales
Sur le plan technique, les savants arabes ont résolu le problème de la représentation astronomique correcte du thème astrologique, et en particulier la détermination précise des frontières des maisons intermédiaires calculée par la trigonométrie sphérique (Ptolémée avait déjà expliqué le calcul des 4 angles du thème).
Par ailleurs, munis, notamment grâce à Al-Khwârizmî, de tables astronomiques précises qui leur évitaient les calculs, les Arabes inventèrent les révolutions solaires comme outil prédictif pour l'astrologie individuelle.
Enfin, alors que Ptolémée ne traitait que de la part de fortune, les astrologues de langue arabe (notamment le Perse Albumasar) multiplièrent le nombre des parts hellénistiques, à tel point qu'elles ont pris le nom de parts arabes.

### Personnalités
Parmi les astrologues de langue arabe réputés, on trouve :

#### IXesiècle
- Albohali (en) (Abu'Ali al-Khaiyat), né vers 770 et mort vers 835, est un élève de Masha'allah ibn Atharî[H 4] (vers 740-815), lequel a contribué à la fixation de la date de fondation de Bagdad[H 5]. Albohali est un astrologue arabe dont l'astrologie des thèmes de naissance[H 4] nous est parvenue grâce à des traductions latines.
- Zahel (en) (Sahl ibn Bishr), astrologue d'origine juive né vers 786 et mort vers 845, est connu pour sa pratique de l'astrologie horaire[H 6]. Cette astrologie, qui consistait à dresser un thème astrologique pour le moment présent, s'est beaucoup développée au Moyen Âge, faute de connaître l'heure de naissance[3].
- Albumasar (ou Aboassar, Abu Ma'shar al-Balkhi), né en 787 et mort en 886, est un astrologue islamique du Khorassan (Iran) exerçant à Bagdad, qui adopta le Catalogue des étoiles fixes de Ptolémée (par ailleurs, beaucoup de noms d'étoiles comme Bételgeuse, Rigel et Aldébaran proviennent de l'arabe). Très estimé de l'Europe médiévale, Albumasar écrivit un traité complet d'astrologie ainsi que des tables astronomiques (qui permettaient de connaître les positions des planètes pour un lieu et une heure donnés sans avoir à observer le ciel) ainsi qu'un ouvrage sur les grandes conjonctions entre Jupiter et Saturne[H 7] ; 27 de ses écrits astrologiques en arabe ont été traduits en latin[4]. Son livre Les Fleurs de l'Astrologie a joui d'une très longue période de gloire en Europe[5].
- Al-Kindi (ou Alckinde, Ja'kub ibn Ishak al-Kindî), né vers 800 et mort vers 870, est un des pères de l'astrologie arabe qui exerçait à Bagdad. Il a été le professeur d'Albumasar[H 8]. Parmi son œuvre très abondante, on compte une vingtaine d' « épîtres » traitant d'astrologie[H 8].
- Thābit ibn Qurra (826-901) a écrit sur l'art de réaliser des talismans astrologiques (astrologie magique)[5].
- Albubather (en) (Abu Bakr al-Hasan), du début du IXe siècle, est un astrologue perse dont deux écrits sur l'astrologie natale nous sont connus par leurs traductions latines[H 9].

#### Xesiècle
- Al-Battani (né probablement avant 858[6] et mort en 929) a commenté le Tetrabiblos de Ptolémée. À ce sujet, le Centiloque attribué à Ptolémée n'est en fait que l'œuvre d'un de ses commentateurs arabes[7].
- Haly Embrani[H 10] (Ali ibn Ahman al-imrami), mort vers 955, est un astrologue arabe exerçant à Mossoul. Ses écrits sur l'astrologie horaire et les élections[H 10] nous sont parvenus sous leurs traductions latines.
- Alcabitius (Abd al-Aziz ibn Uthman ibn Ali, Ubu asSakr al-Quabisi), mort vers 967, est un astrologue arabe travaillant lui aussi à Mossoul (il a été l'élève d'Haly Embrani[H 10]) ; huit de ses écrits astrologiques ont été traduits en latin. Son Introduction à l'art de l'astrologie est très probablement l'ouvrage d'astrologie le plus répandu au Moyen Âge[H 10].

#### XIesiècleetXIIesiècle
Dans cette période, les érudits se trouvaient surtout dans les pays limitrophes (Tunisie, Égypte, Espagne).
- Aben-Ragel, mort après 1037, écrivit en huit livres des Jugements des astres[H 11] qui lui valurent le surnom de l'autre Ptolémée[5].
- Ali ibn Ridwan, né vers 988 et mort vers 1061, est surtout connu pour ses commentaires du Tetrabiblos et du Centiloque[H 12].
- Le kabbaliste juif Abraham ibn Ezra, né vers 1092 et mort vers 1167, compila toutes les données astrologiques de son temps sur lesquelles il mit la main : Ptolémée (qu'il tenait en piètre estime en ce qui concerne l'astrologie prédictive), Dorothée de Sidon, les sages de l'Inde, les Perses et les Égyptiens[8]. Serge Hutin écrit à son propos : « sans doute est-ce en partie grâce à lui qu'il faudrait expliquer l'essor si rapide de l'astrologie (et des sciences occultes en général) dans toute la chrétienté occidentale du début du Moyen Âge »[5]

### Critiques
Pendant cette dernière période, l'astrologie s'est attiré notamment les critiques d'Avicenne. Selon lui la volonté de Dieu ne peut être connue à l'avance avec certitude. Dans son ouvrage « Réfutation de l'astrologie » (« Resāla fī ebṭāl aḥkām al-nojūm »), il a récusé sa capacité de permettre des prédictions précises.

### Postérité
C'est grâce au savoir des Arabes qu'après cinq cents ans d'éclipse l'astrologie renaît au XIIe siècle dans l'Occident chrétien. Le Tetrabiblos de Ptolémée a été traduit de l'arabe en latin par Platon de Tivoli en 1138.

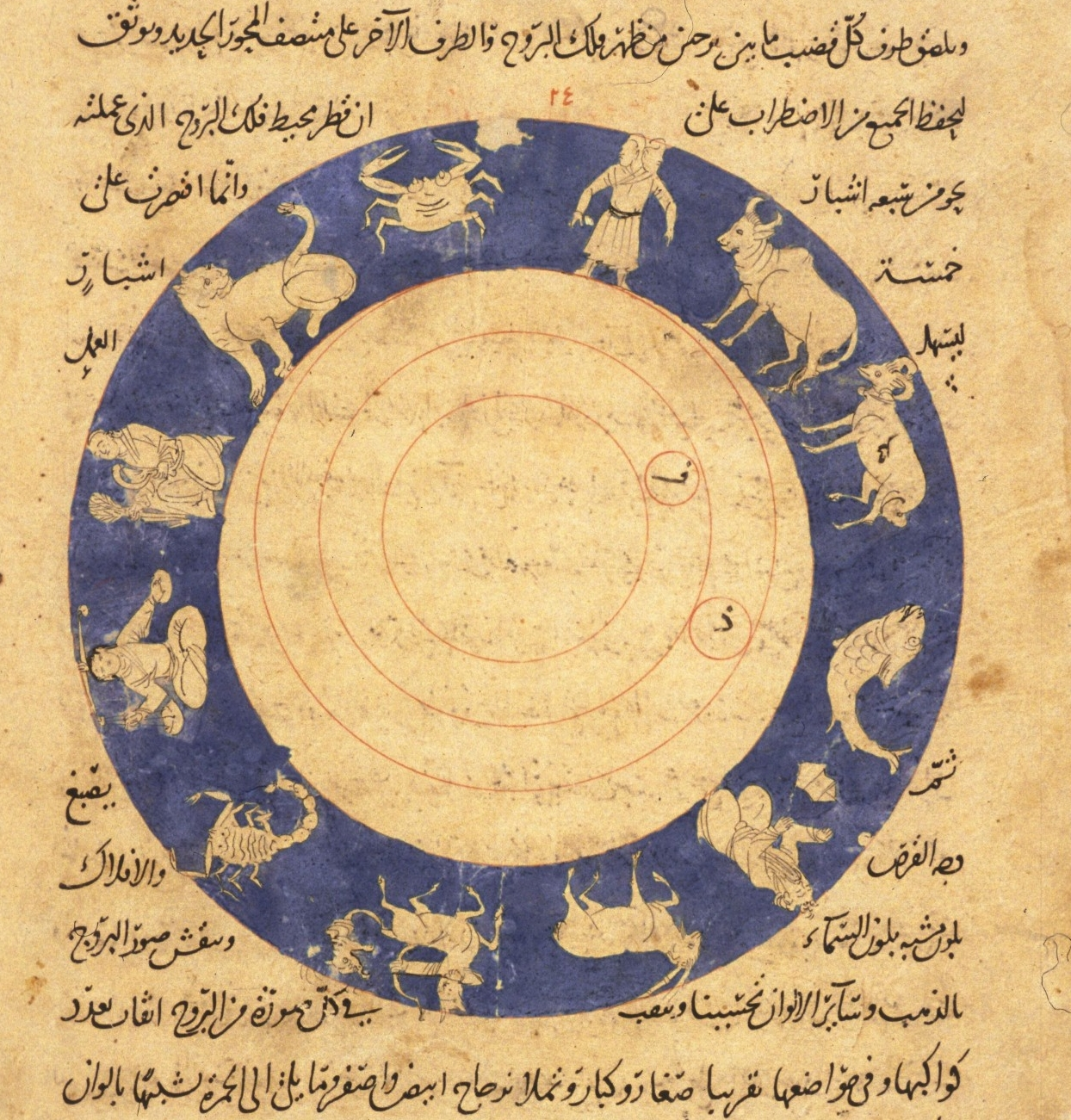

## Récemment: l'astrologie des armes
Le Zodiaque traditionnel a toujours représenté des animaux ou des humains ; cette représentation s'opposant à l'Islam, il existe aussi une astrologie spécifiquement arabe, dont les signes sont représentés par des armes. Ces armes renseigneraient sur l'attitude d'un individu face à l'existence, considérée comme un combat.
Les nouveaux signes astrologiques arabes sont au nombre de douze :
- Poignard (21 mars – 20 avril)
- Massue paysanne (21 avril  – 21 mai)
- Masse de fer (22 mai – 21 juin)
- Coutelas (22 juin – 22 juillet)
- Épée (23 juillet – 23 août)
- Couteau (24 août – 23 septembre)
- Chaîne (24 septembre – 23 octobre)
- Poignard arabe (24 octobre – 22 novembre)
- Arc (23 novembre – 21 décembre)
- Lance (22 décembre – 20 janvier)
- Fronde (21 janvier – 18 février)
- Hache (19 février – 20 mars)